# 陳武鎮
陳武鎮（1949年-）是一名臺灣畫家、雕刻家，臺灣白色恐怖時期受害者，其作品主以臺灣人權、轉型正義、涉及白色恐怖及刑事爭議之案件、二二八事件等議題為主題。

## 沿革
陳武鎮於1949年出生於屏東縣萬巒鄉佳和村。於1969年，畢業於臺灣省立臺南師範專科學校（今國立臺南大學）美勞組，並於同年九月接受服役，加入海軍訓練中心。然而，他因反國民黨立場，在性向測驗券隨手塗鴉了「反中央、反對國民黨」八個字被記錄下來，被指控違反「叛亂條例第七條」，在禁閉兩個月後移送軍事法庭審判，最終以《懲治叛亂條例》第七條「以文字為有利於叛徒之宣傳」判處徒刑兩年，移送台東縣泰源監獄關押。
1971年，陳武鎮由於刑期服滿出獄，並在1973年與陳玉珠結婚，1974年時，他前往臺北縣萬里鄉（今新北市萬里區）一所國小任教，踏上藝術創作之路。然而在此期間，陳武鎮持續受到情治單位的監控，使他無法自由創作，專念於兒童美術教育。
1980年代，陳武鎮於國立成功大學夜間部電機系就讀，並在畢業後，於1988年擔任國立編譯館國小美勞教育指引編審員一職。台灣解嚴後，隨社會氛圍邁向開放、民主，陳武鎮開始著手創作油畫「無言」系列。並自2002年首次參加由海洋文教基金會主辦的二二八美展。
自2004年起，陳武鎮在退休後便開始專心從事藝術創作。開始嘗試創作人權作品，展開「政治犯」系列，並經常進行藝術與人權的巡迴演講，並積極地推廣人權教育。。2007年，陳武鎮於白色恐怖綠島紀念園區駐村期間，創作《火燒島狂想曲》，並於以檔案管理局公開的判決書作為材料，於綠島八卦樓牢房內創作《判決書》系列。
2014年，由陳武鎮設計的「泰源事件紀念碑」於南投縣草屯鎮落成，2017年，二二八國家紀念館與陳武鎮合作舉辦「風中的名字」油畫展，並自2020年再次合作，展場展出10座「虐殺」系列木雕作品及18幅「家屬」系列油畫作品。
2021年，陳武鎮發表作品集《囚》，收錄自2015年到2018年間逾百件油畫、木雕、複合媒材創作，包含「政治犯」、「判決書」、「地獄使者」、「槍決／虐殺」、「囚犯與鳥」與「獄中之獄／覺醒」6個系列主題，其標題《囚》則是以大部分作品所描繪之白色恐怖受難者為主題。並於同年10月於國立中正紀念堂舉辦「回到判決的那一天－陳武鎮藝術創作展」個人展。其中，文化部長李永得、泰源事件政治受難者高金郎及多名受難者家屬也參與該展覽開幕儀式。

## 繪畫風格與技法
陳武鎮之作品主以臺灣白色恐怖時期為主題，並根據過去經歷、受害者及家屬之證言透過藝術具現化，以對主事者提出批判和撻伐，其創作風格涵蓋油畫和木雕作品。並透過直接用刮刀塗抹的方式，表現出強烈的動態與張力。在〈地獄使者〉與〈爪與牙〉系列作品中，則將加害者罪惡的形象化，呈現出強烈的衝擊感。
陳武鎮的創作，
另一方面，在〈消失的家人〉系列中，他運用低彩度灰階調來表現受害者所承受的創傷陰霾。並傳達對於白色恐怖之議題刻畫、關注給予觀眾思考。

## 外部連結
- 陳武鎮 - 非池中藝術網 （页面存档备份，存于）
- 回到判決的那一天：陳武鎮藝術創作展 - | 開放博物館 （页面存档备份，存于）